# لنغر (بدرانلو)
لنغر (بالفارسية: لنگر) هي قرية تقع في إيران في قسم بدرانلو الريفي. يقدر عدد سكانها بـ 624 نسمة بحسب إحصاء 2016.